# Hypena dimidialis
Hypena dimidialis är en fjärilsart som beskrevs av Franz Dannehl 1933. Hypena dimidialis ingår i släktet Hypena och familjen nattflyn. Inga underarter finns listade i Catalogue of Life.